# 国分直一
国分 直一（國分 直一、こくぶ なおいち、1908年4月28日 - 2005年1月11日）は、日本の民族学者、考古学者。梅光女学院大学名誉教授。台湾の歴史、考古学などを研究した。

## 経歴
1908年、東京に生まれ、台湾で育つ。1930年、台湾総督府台北高等学校を卒業し、京都帝国大学文学部史学科に入学。1933年に卒業論文「近世初頭に於ける精神的轉向に就いて」をまとめて、卒業。
在学中に学生運動にかかわったため当局ににらまれ、台湾に戻って台南州立台南第一女学校教諭。鹿野忠雄の影響を受けて民族学や考古学に関心を持つようになり、1937年に鹿野・御園生暢哉とともに現地人シャーマン・カリヤルの助けを借りて蘭嶼で民族調査を行った。
1941年金関丈夫を中心に池田敏雄らと『民俗台湾』を創刊。台湾の先史遺跡の発掘調査と台湾先住民の民族学的研究を結び付けた南島考古学を提唱した。1943年台湾師範大学教授。
戦後、国民党政府によって国立台湾師範大学、台湾大学助教授に任用され、1948年帰国した。農林省水産講習所、水産大学校教授、1968年東京教育大学教授、1973年熊本大学教授、1976年梅光女学院大学教授、のち名誉教授。1978年「環シナ海民族文化考」で東京教育大学・文学博士。

## 著書
- 『壷を祀る村 南方台湾民俗考』東都書籍, 1944 (南方叢刊)
  - 『壷を祀る村 台湾民俗誌』法政大学出版局, 1981
- 『台湾の民俗』 岩崎美術社, 1968 (民俗民芸双書)
- 『日本民族文化の研究』 考古民俗叢書 慶友社, 1970
- 『南島先史時代の研究』 考古民俗叢書 慶友社, 1972
- 『環シナ海民族文化考』 考古民俗叢書 慶友社, 1976
- 『東シナ海の道 倭と倭種の世界』法政大学出版局, 1980
- 『台湾考古民族誌』 考古民俗叢書 慶友社, 1981
- 『海上の道 倭と倭的世界の模索』福武書店, 1986
- 『北の道南の道 日本文化と海上の道』第一書房, 1992
- 『日本文化の古層 列島の地理的位相と民族文化』第一書房, 1992
- 『東アジア地中海の道』 (考古民俗叢書) 慶友社, 1995
- 『遠い空 國分直一、人と学問』海鳥社, 2006 安渓遊地・平川敬治 編

### 共編著
- 『日本文化の歴史 第1 大地と呪術』岡本太郎共編 学研, 1969
- 『南島の古代文化』佐々木高明共編 毎日新聞社, 1973
- 『倭と倭人の世界』編 毎日新聞社, 1975
- 『海上の道 論集』編 大和書房, 1978(日本古代文化叢書)
- 『台湾考古誌』金関丈夫共著 法政大学出版局, 1979
- 『原始日本語と民族文化』村山七郎共著 三一書房, 1979
- 『西海の歴史と民俗 九州西岸域の文化交流史』立平進共編著 暁書房, 1985
- 『東北の民俗 海と川と人』高松敬吉共編 慶友社, 1988 (考古民俗叢書）

### 翻訳
- ケネス・P.オークリー『石器時代の技術』木村伸義共訳、ニュー・サイエンス社, 1971
- 李済『安陽発掘』新日本教育図書, 1982
- F.E.ゾイナー『家畜の歴史』木村伸義共訳、法政大学出版局, 1983
- 名越左源太『南島雑話 幕末奄美民俗誌 1・2』恵良宏共校注、平凡社東洋文庫 1984
- トール・ヘイエルダール『海洋の人類誌 初期の航海・探検・植民』木村伸義共訳、法政大学出版局, 1990
- ルドルフ P.ホムメル『中国手工業誌』法政大学出版局, 1992

### 記念論文集
- 『日本民族文化とその周辺 国分直一博士古稀記念論集』新日本教育図書, 1980
- 『ヒト・モノ・コトバの人類学 国分直一博士米寿記念論文集』劉茂源 編. 慶友社, 1996

## 論文
- 國分直一, 翁長林正「小崗山發見の先史時代遺物」『民族學研究』第5巻第4号、日本文化人類学会、1939年、304-318頁、doi:10.14890/minkennewseries.5.4_304、NAID 110001836557。
- 國分直一「臺灣南部新石器時代遺跡發見の貝輪と臺灣南部漁村に於いて漁具として使用されてゐる貝輪について」『民族學研究』第8巻第2号、日本文化人類学会、1943年、162-170頁、doi:10.14890/minkennewseries.8.2_162、NAID 110001836595。
- 國分直一「<學界動向> 戰後台灣に於ける史學民族學界 : 主として中國内地系學者の動きについて」『東洋史研究』第11巻第2号、東洋史研究会、1951年3月、160-171頁、doi:10.14989/138918、ISSN 0386-9059、NAID 120002906531。
- 国分直一「東亜古代に於けるタパ文化」『史学研究』第49号、広島史学研究会、1952年12月、44-55頁、ISSN 03869342、NAID 40001509854。
- 国分直一「終戦後の紅頭嶼(蘭島)調査」『民族學研究』第17巻第2号、日本文化人類学会、1953年、147-155頁、doi:10.14890/minkennewseries.17.2_147、ISSN 00215023、NAID 110001835750。
- 国分直一, 潮地悦三郎「台北盆地における閩族系農家 : 主として住居の構築構造設備について(<特集>台湾研究)」『民族學研究』第18巻第1-2号、日本文化人類学会、1954年、161-178頁、doi:10.14890/minkennewseries.18.1-2_161、ISSN 00215023、NAID 110001838237。
- 国分直一「アンガウル島採集の貝斧」『農林省水産講習所研究報告 人文科学篇』第1号、農林省水産講習所、1955年9月、11-13頁、ISSN 03875717、NAID 40003152413。
- 国分直一「シナ海をめぐる考古学・民族学上の諸問題」『鹿大史学』第5号、鹿大史学会、1957年10月、ISSN 0451-1913、NAID 40000483999。
- 国分直一「台湾先史時代の石刀 : 石庖丁石鎌および有柄石刀について」『民族學研究』第23巻第4号、日本文化人類学会、1959年、261-298頁、doi:10.14890/minkennewseries.23.4_261、ISSN 0021-5023、NAID 110001838055。
- 国分直一「日本及びわが南島における葬制上の諸問題」『民族學研究』第27巻第2号、日本文化人類学会、1963年、441-452頁、doi:10.14890/minkennewseries.27.2_441、NAID 110001835712。
- 国分直一「シナ海諸地域と先史日本文化」『民族學研究』第30巻第4号、日本文化人類学会、1966年、277-300頁、doi:10.14890/minkennewseries.30.4_277、ISSN 00215023、NAID 110001839359。
- 国分直一「柳田国男と「海上の道」」『沖縄文化研究』第3号、法政大学沖縄文化研究所、1976年7月、229-243頁、doi:10.15002/00015514、ISSN 1349-4015、NAID 110004642873。
- 大林太良, 国分直一, 谷川健一「日本古代史の「南北問題」」『諸君』第9巻第5号、文芸春秋、1977年5月、178-192頁、ISSN 09173005、NAID 40001859448。